# César 1995
Die 20. Verleihung der Césars fand am 25. Februar 1995 im Palais des congrès de Paris statt. Präsident der Verleihung war der Schauspieler Alain Delon. Ausgestrahlt wurde die Verleihung, die von Jean-Claude Brialy und Pierre Tchernia moderiert wurde, vom französischen Fernsehsender Canal+.
Als bester Film wurde in diesem Jahr der in den 1960er Jahren spielende und achtfach für den César nominierte Coming-of-Age-Film Wilde Herzen von André Téchiné ausgezeichnet. Téchiné erhielt zudem den César für die beste Regie. Zwei weitere Preise konnte Wilde Herzen in den Kategorien Bestes Drehbuch und Beste Nachwuchsdarstellerin gewinnen. In letzterer setzte sich Élodie Bouchez gegen Marie Bunel, Sandrine Kiberlain, Virginie Ledoyen und Elsa Zylberstein durch. Patrice Chéreaus aufwändiger Historienfilm Die Bartholomäusnacht war zwölffach in elf verschiedenen Kategorien nominiert. In fünf davon konnte sich der Film, darunter mit Isabelle Adjani als beste Hauptdarstellerin sowie Jean-Hugues Anglade und Virna Lisi als die besten Nebendarsteller, gegen die Konkurrenz behaupten und damit die meisten Preise gewinnen. Krzysztof Kieślowskis letzte und mit sieben Nominierungen bedachte Regiearbeit Drei Farben: Rot gewann am Ende einen Preis für Zbigniew Preisners Filmmusik. Luc Bessons Actionthriller Léon – Der Profi (ebenfalls sieben Nominierungen) sowie das Regiedebüt des Kameramanns Yves Angelo, die Balzac-Verfilmung Die Auferstehung des Colonel Chabert, die sechsfach nominiert war, konnten letztlich keine Kategorie für sich entscheiden.
Wie bereits 1985, zur 10. Verleihung der Césars, wurde in diesem Jahr anlässlich der 20. Verleihung des französischen Filmpreises der „César des Césars“ vergeben, der schließlich an Jean-Paul Rappeneaus Kostümfilm Cyrano von Bergerac ging, der 1991 zehn Auszeichnungen erhalten hatte. Als bester ausländischer Film stellte sich die romantische Filmkomödie Vier Hochzeiten und ein Todesfall von Mike Newell heraus; ebenfalls in dieser Kategorie nominiert waren unter anderem Pulp Fiction und Schindlers Liste. Erstmals vergeben wurde der César in der Kategorie Bester Dokumentarfilm, die jedoch erst ab 2007 fester Bestandteil der Césars wurde. Die drei an diesem Abend vergebenen Ehrenpreise wurden Jeanne Moreau, Gregory Peck und Steven Spielberg verliehen.

Das Palais des congrès de Paris, der Veranstaltungsort der Verleihung

## Gewinner und Nominierungen

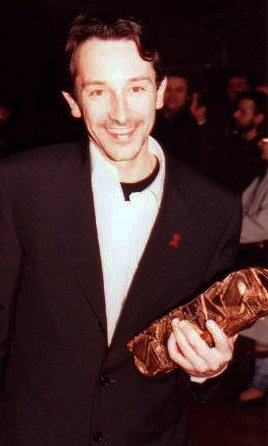
Als bester Nebendarsteller ausgezeichnet: Jean-Hugues Anglade

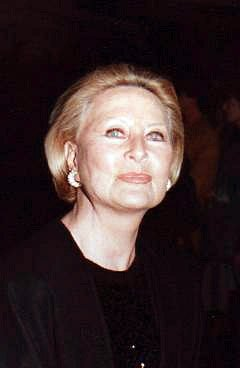
Schauspielerin Michèle Morgan bei der Verleihung

| Statistik (Filme mit mehr als einer Nominierung) N=Nominierung; A=Auszeichnung |    |   |
| Film                                                                           | N  | A |
| Die Bartholomäusnacht                                                          | 12 | 5 |
| Wilde Herzen                                                                   | 8  | 4 |
| Drei Farben: Rot                                                               | 7  | 1 |
| Léon – Der Profi                                                               | 7  | 0 |
| Die Auferstehung des Colonel Chabert                                           | 6  | 0 |
| Wenn Männer fallen                                                             | 4  | 3 |
| Der Lieblingssohn                                                              | 4  | 1 |
| Farinelli                                                                      | 3  | 2 |
| D’Artagnans Tochter                                                            | 2  | 0 |
| Die Sandburg                                                                   | 2  | 0 |
| Mina Tannenbaum                                                                | 2  | 0 |
| Neun Monate                                                                    | 2  | 0 |
| Trennung                                                                       | 2  | 0 |

### Bester Film (Meilleur film)
Wilde Herzen (Les Roseaux sauvages) – Regie: André Téchiné
- Der Lieblingssohn (Le Fils préféré) – Regie: Nicole Garcia
- Léon – Der Profi (Léon) – Regie: Luc Besson
- Die Bartholomäusnacht (La Reine Margot) – Regie: Patrice Chéreau
- Drei Farben: Rot (Trois couleurs: Rouge) – Regie: Krzysztof Kieślowski

### Beste Regie (Meilleur réalisateur)
André Téchiné – Wilde Herzen (Les Roseaux sauvages)
- Luc Besson – Léon – Der Profi (Léon)
- Patrice Chéreau – Die Bartholomäusnacht (La Reine Margot)
- Nicole Garcia – Der Lieblingssohn (Le Fils préféré)
- Krzysztof Kieslowski – Drei Farben: Rot (Trois couleurs: Rouge)

### Bester Hauptdarsteller (Meilleur acteur)
Gérard Lanvin – Der Lieblingssohn (Le Fils préféré)
- Daniel Auteuil – Trennung (La Séparation)
- Gérard Depardieu – Die Auferstehung des Colonel Chabert (Le Colonel Chabert)
- Jean Reno – Léon – Der Profi (Léon)
- Jean-Louis Trintignant – Drei Farben: Rot (Trois couleurs: Rouge)

### Beste Hauptdarstellerin (Meilleure actrice)
Isabelle Adjani – Die Bartholomäusnacht (La Reine Margot)
- Anémone – Die Detektivin (Pas très catholique)
- Sandrine Bonnaire – Johanna, die Jungfrau (Jeanne la pucelle)
- Isabelle Huppert – Trennung (La Séparation)
- Irène Jacob – Drei Farben: Rot (Trois couleurs: Rouge)

### Bester Nebendarsteller (Meilleur acteur dans un second rôle)
Jean-Hugues Anglade – Die Bartholomäusnacht (La Reine Margot)
- Bernard Giraudeau – Der Lieblingssohn (Le Fils préféré)
- Fabrice Luchini – Die Auferstehung des Colonel Chabert (Le Colonel Chabert)
- Claude Rich – D’Artagnans Tochter (La Fille de d’Artagnan)
- Daniel Russo – Neun Monate (Neuf mois)

### Beste Nebendarstellerin (Meilleure actrice dans un second rôle)
Virna Lisi – Die Bartholomäusnacht (La Reine Margot)
- Dominique Blanc – Die Bartholomäusnacht (La Reine Margot)
- Catherine Jacob – Neun Monate (Neuf mois)
- Michèle Moretti – Wilde Herzen (Les Roseaux sauvages)
- Line Renaud – Ich kann nicht schlafen (J’ai pas sommeil)

### Bester Nachwuchsdarsteller (Meilleur jeune espoir masculin)
Mathieu Kassovitz – Wenn Männer fallen (Regarde les hommes tomber)
- Charles Berling – Die Sandburg (Petits arrangements avec les morts)
- Frédéric Gorny – Wilde Herzen (Les Roseaux sauvages)
- Gaël Morel – Wilde Herzen (Les Roseaux sauvages)
- Stéphane Rideau – Wilde Herzen (Les Roseaux sauvages)

### Beste Nachwuchsdarstellerin (Meilleur jeune espoir féminin)
Élodie Bouchez – Wilde Herzen (Les Roseaux sauvages)
- Marie Bunel – Paare und Geliebte (Couples et amants)
- Sandrine Kiberlain – Staatsauftrag: Mord (Les Patriotes)
- Virginie Ledoyen – Das weiße Blatt (L’Eau froide)
- Elsa Zylberstein – Mina Tannenbaum

### Bestes Erstlingswerk (Meilleur premier film)
Wenn Männer fallen (Regarde les hommes tomber) – Regie: Jacques Audiard
- Die Auferstehung des Colonel Chabert (Le Colonel Chabert) – Regie: Yves Angelo
- Mina Tannenbaum – Regie: Martine Dugowson
- Die Sandburg (Petits arrangements avec les morts) – Regie: Pascale Ferran
- Überdreht und durchgeknallt (Personne ne m’aime) – Regie: Marion Vernoux

### Bestes Drehbuch (Meilleur scénario original ou adaptation)
André Téchiné, Gilles Taurand und Olivier Massart – Wilde Herzen (Les Roseaux sauvages)
- Jacques Audiard und Alain Le Henry – Wenn Männer fallen (Regarde les hommes tomber)
- Michel Blanc – Grosse fatigue
- Patrice Chéreau und Danièle Thompson – Die Bartholomäusnacht (La Reine Margot)
- Krzysztof Piesiewicz und Krzysztof Kieslowski – Drei Farben: Rot (Trois couleurs: Rouge)

### Beste Filmmusik (Meilleure musique écrite pour un film)
Zbigniew Preisner – Drei Farben: Rot (Trois couleurs: Rouge)
- Goran Bregović – Die Bartholomäusnacht (La Reine Margot)
- Éric Serra – Léon – Der Profi (Léon)
- Philippe Sarde – D’Artagnans Tochter (La Fille de d’Artagnan)

### Bestes Szenenbild (Meilleurs décors)
Gianni Quaranta – Farinelli
- Richard Peduzzi und Olivier Radot – Die Bartholomäusnacht (La Reine Margot)
- Bernard Vézat – Die Auferstehung des Colonel Chabert (Le Colonel Chabert)

### Beste Kostüme (Meilleurs costumes)
Moidele Bickel – Die Bartholomäusnacht (La Reine Margot)
- Olga Berluti und Anne de Laugardière – Farinelli
- Franca Squarciapino – Die Auferstehung des Colonel Chabert (Le Colonel Chabert)

### Beste Kamera (Meilleure photographie)
Philippe Rousselot – Die Bartholomäusnacht (La Reine Margot)
- Thierry Arbogast – Léon – Der Profi (Léon)
- Bernard Lutic – Die Auferstehung des Colonel Chabert (Le Colonel Chabert)

### Bester Ton (Meilleur son)
Dominique Hennequin und Jean-Paul Mugel – Farinelli
- Jean-Claude Laureux und William Flageollet – Drei Farben: Rot (Trois couleurs: Rouge)
- Bruno Tarrière, François Groult, Pierre Excoffier und Gérard Lamps – Léon – Der Profi (Léon)

### Bester Schnitt (Meilleur montage)
Juliette Welfling – Wenn Männer fallen (Regarde les hommes tomber)
- Sylvie Landra – Léon – Der Profi (Léon)
- Hélène Viard und François Gédigier – Die Bartholomäusnacht (La Reine Margot)

### Bester Kurzfilm (Meilleur court métrage)
La Vis – Regie: Didier Flamand
- Deus ex machina – Regie: Vincent Mayrand
- Emilie Muller – Regie: Yvon Marciano
- Elles – Regie: Joanna Quinn

### Bester Dokumentarfilm (Meilleur film à caractère documentaire)
Auf frischer Tat (Délits flagrants) – Regie: Raymond Depardon
- Bosna! – Regie: Bernard-Henri Lévy
- Tsahal – Regie: Claude Lanzmann
- La Véritable histoire d’Artaud le momo – Regie: Gérard Mordillat, Jérôme Prieur
- Montand, le film – Regie: Jean Labib
- The Troubles We’ve Seen – Die Geschichte der Kriegsberichterstattung (Veillées d’armes) – Regie: Marcel Ophüls
- Tzedek – Regie: Marek Hafter

### Bester ausländischer Film (Meilleur film étranger)
Vier Hochzeiten und ein Todesfall (Four Weddings and a Funeral), Großbritannien – Regie: Mike Newell
- Liebes Tagebuch… (Caro diario), Italien/Frankreich – Regie: Nanni Moretti
- Pulp Fiction, USA – Regie: Quentin Tarantino
- Schindlers Liste (Schindler’s List), USA – Regie: Steven Spielberg
- Short Cuts, USA – Regie: Robert Altman

## Ehrenpreis (César d’honneur)
- Jeanne Moreau, französische Schauspielerin
- Gregory Peck, US-amerikanischer Schauspieler
- Steven Spielberg, US-amerikanischer Regisseur, Drehbuchautor und Filmproduzent